# Fahrradtrikot

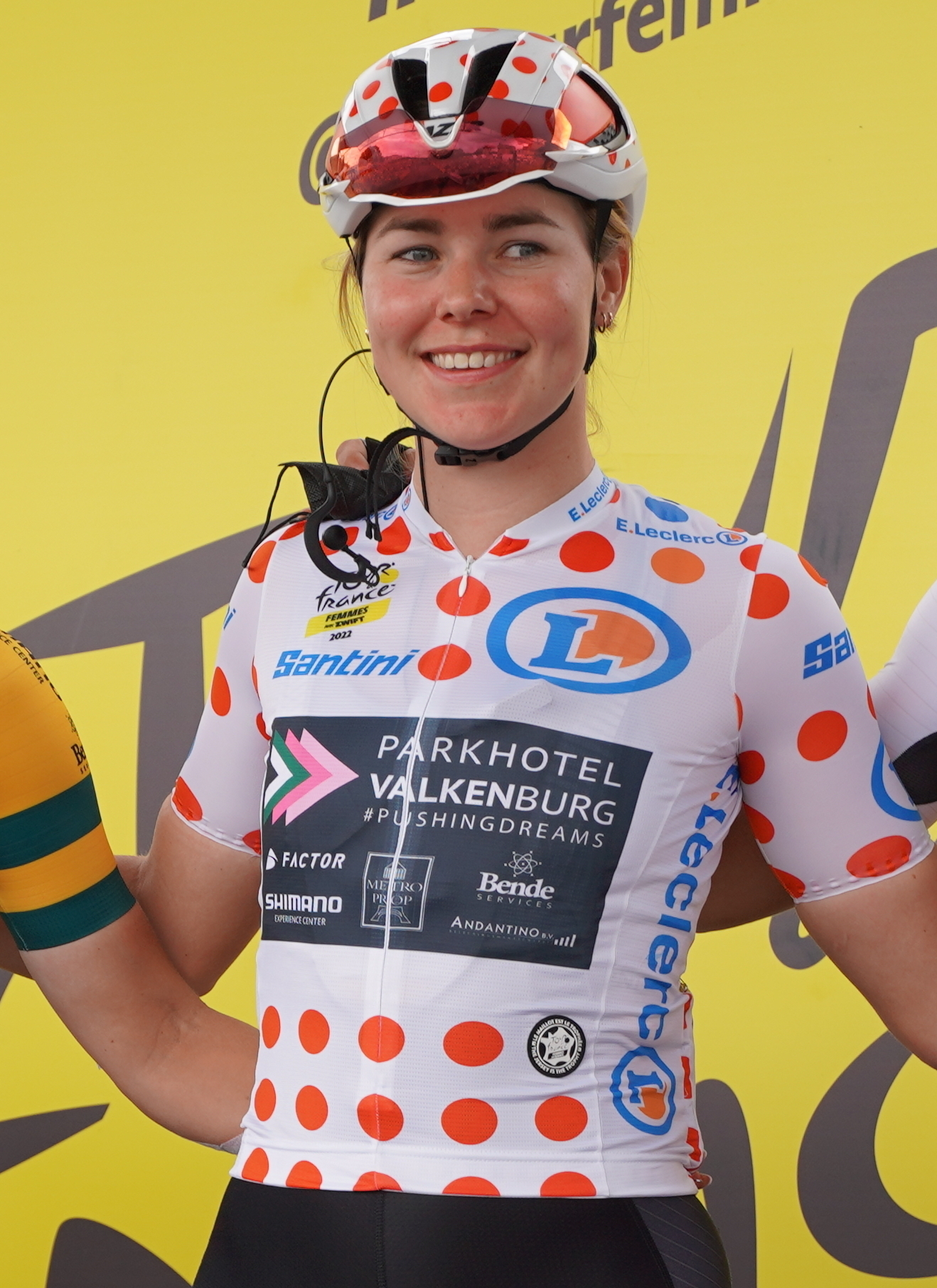
Femke Markus trägt das gepunktete Trikot

Ein Fahrradtrikot (kurz: Trikot) ist ein für das Radfahren optimiertes Oberteil. Schnitt, Materialien und Funktionen hängen von der jeweiligen Disziplin ab. 
Es ist Teil der Fahrradbekleidung und wird meist mit einer Radhose kombiniert.

## Geschichte

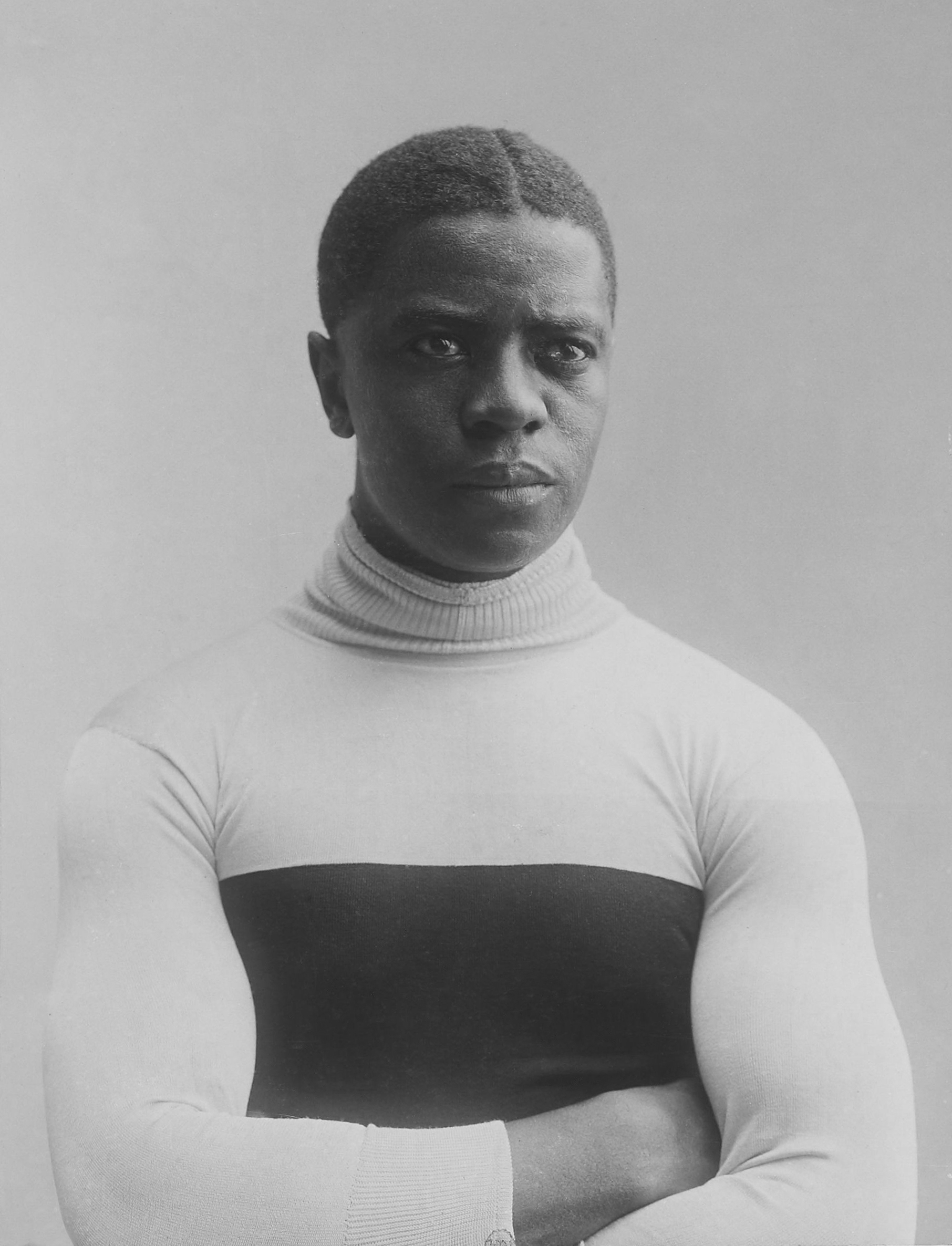
Major Taylor in einem eng anliegenden Wolltrikot (1906 oder 1907)

Mit Zunahme der Popularität kamen ab den 1860er Jahren erste für das Radfahren adaptierte Kleidungsstücke wie wadenlange Hosen und Jacken mit längeren Ärmeln auf. Rennbekleidung wurde bereits damals mit leichteren Stoffen und weniger lockerem Schnitt entworfen, bereits um die Jahrhundertwende wurden im Bahnradsport eng anliegende aerodynamische Trikots getragen. Ab etwa 1910 fuhren die ersten Teams mit Kleidung und Rädern in Sponsorenfarben, nachdem in den Jahren zuvor schon die Herstellerlogos aufgestickt worden waren. Seit 1919 fährt der in der Gesamtwertung der Tour de France führende Fahrer mit dem Gelben Trikot.
Anfänglich waren Trikots mit Brusttaschen versehen, in denen beispielsweise Verpflegung und Werkzeuge transportiert werden können. Rückentaschen in ihrer modernen Form kamen ab den 1920ern auf, konnten die vorderen Taschen jedoch erst in den 1960ern verdrängen.
Ursprünglich wurden Trikots überwiegend aus Wolle gefertigt, seltener auch aus Baumwolle. In den 1940er Jahren wurden erstmals Seide und synthetische Fasern eingeführt und meist als Mischgewebe verarbeitet. Synthetikfasern setzten sich ab den 1980ern aufgrund des besseren Feuchtigkeitstransports und der damit verbundenen besseren Kühlung durch.
Das Design moderner Radtrikots und Einteiler (engl. skinsuits) im Straßenrennsport berücksichtigt in besonderem Maße die Aerodynamik. Durch die Verwendung verschiedener Stoffe und Schnitte können mit einem Zeitfahranzug bis zu 30 Watt weniger Leistung für die gleiche Geschwindigkeit in einem handelsüblichen Trikot notwendig sein.

## Eigenschaften

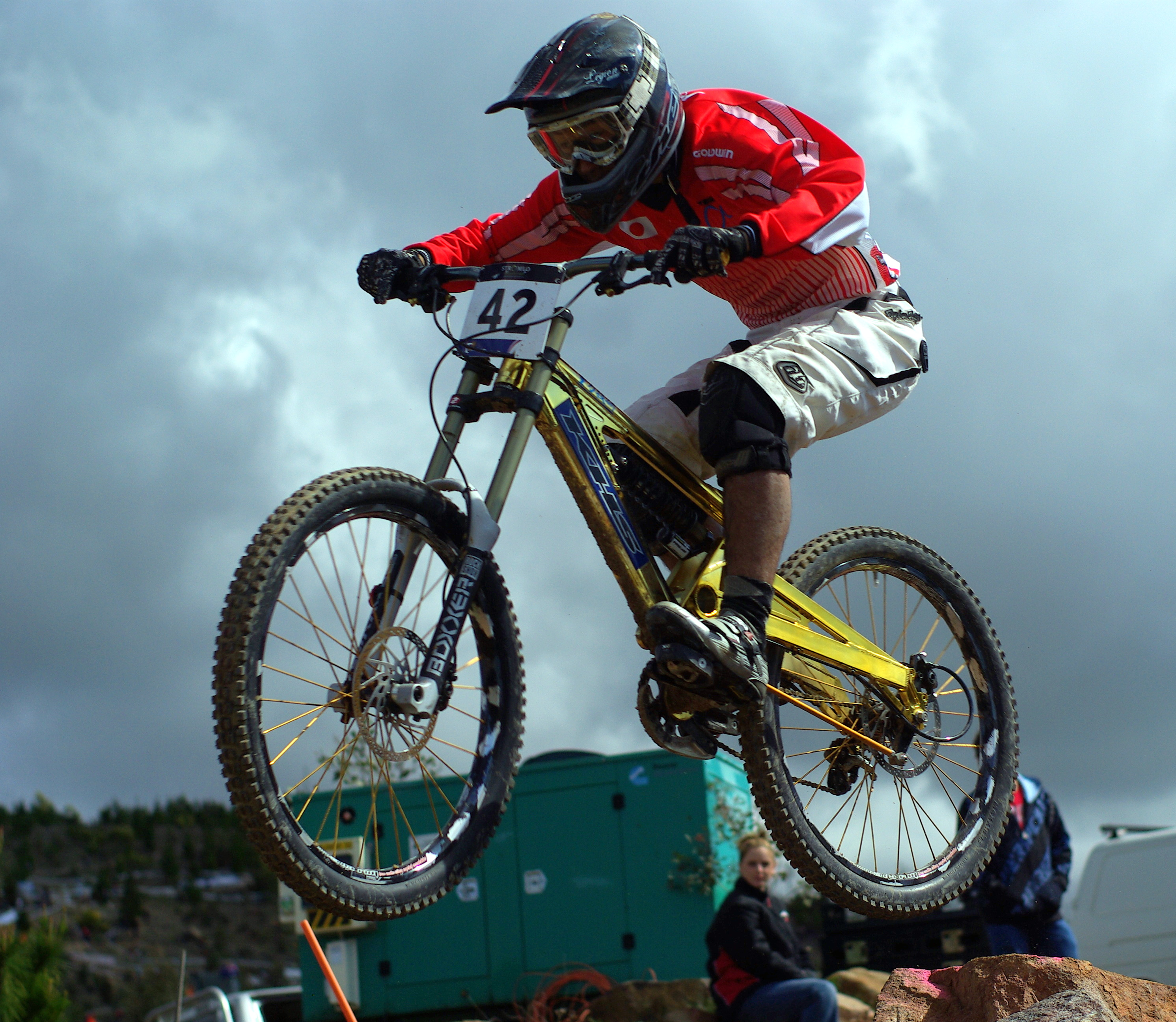
Ein Downhill-Fahrer in einem weit geschnittenen Langarmtrikot

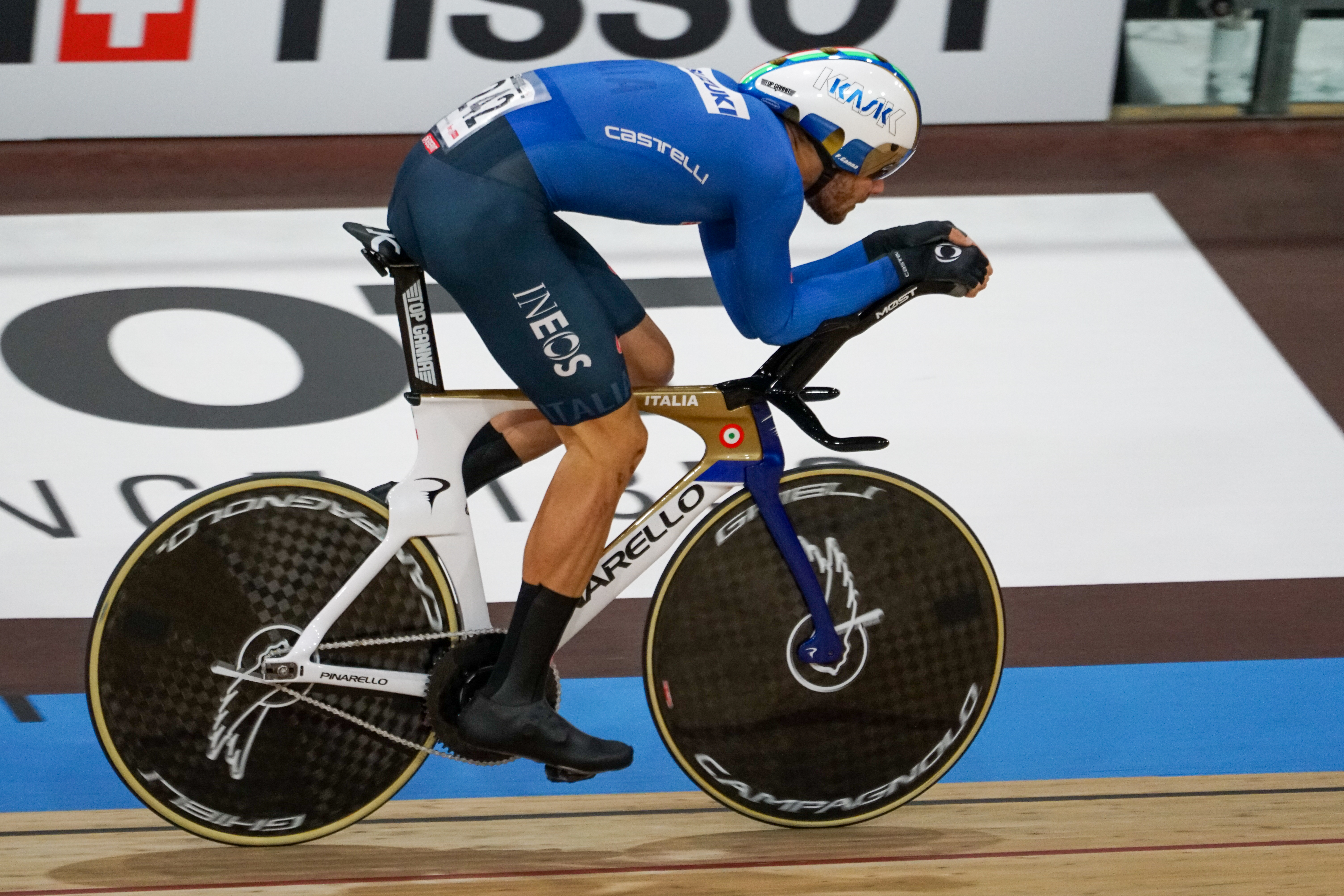
Filippo Ganna trägt einen Zeitfahranzug bei den UCI-Bahn-Weltmeisterschaften 2020

Moderne Trikots sind überwiegend aus Kunstfasern, seltener auch aus Wolle gefertigt.
Für unterschiedliche Bedingungen werden Trikots mit verschiedenen Materialdicken, langen oder kurzen Ärmeln und weiteren spezifischen Eigenschaften wie Wasser- oder Winddichtigkeit oder UV-Schutz angeboten. 

### Rennrad
Trikots für den Straßenrennsport liegen eng an, um den Luftwiderstand zu reduzieren. Um bei der gebückten Position auf dem Rennrad bequem und ohne Faltenwurf zu sitzen, sind sie vorne kürzer und hinten länger geschnitten. Damit das Trikot nicht verrutscht, können Ärmel und Abschlussbund rutschhemmend ausgeführt sein. Sie haben in der Regel einen durchgängigen Reißverschluss auf der Vorderseite und drei Taschen am unteren Rücken. In diesen werden häufig Verpflegung, eine Windjacke, ein Mobiltelefon oder Werkzeug transportiert, manchmal ist auch noch eine zusätzliche Reißverschlusstasche für Wertgegenstände vorhanden.
Da Rennradtrikots sehr eng anliegen, werden von den meisten Herstellern verschiedene Weiten hergestellt. Race Fit-Trikots liegen hauteng an und sind auf schlanke Sportler zugeschnitten, Club Fit-Trikots sind weiter, ohne jedoch zu flattern.

### Mountainbike
Im Cross-Country-Bereich sind Trikots typischerweise ähnlich zu Rennradtrikots gestaltet.
Aufgrund der niedrigeren Geschwindigkeiten und der höheren mechanischen Belastungen durch Stürze und Vegetation sind Trikots für Endurofahrten lockerer geschnitten und aus stabileren Materialien gefertigt. Da Gepäck in der Regel in den Hosentaschen oder einem Rucksack mitgeführt wird, haben die meisten Mountainbiketrikots keine größeren Rückentaschen, häufig jedoch eine kleine Reißverschlusstasche für Wertgegenstände. An der Innenseite findet sich häufig eine Stelle aus Mikrofasergewebe, das als Brillenputztuch verwendet werden kann.
Downhill-Trikots sind aus stärkerem Material gefertigt und weiter geschnitten, um über Protektoren getragen werden zu können.

### Gravel
Graveltrikots kombinieren Aspekte von Rennrad- und Mountainbiketrikots. Der Schnitt ist in der Regel ähnlich einem locker sitzenden Rennradtrikot mit etwas größeren Taschen. Häufig sind die Trikots (teilweise) aus Naturfasern wie Wolle gefertigt, welche bei mehrtägigen Touren Geruchsbildung minimieren sollen. Die Farbgebung ist meist gedeckt.

### Triathlon und Zeitfahren
Beim Triathlon und Zeitfahrwettbewerben wird in der Regel kein separates Trikot, sondern ein Einteiler getragen. Da Kunstfasern aerodynamischer als Haut sind, liegen Zeitfahranzüge in der Regel hauteng an und sind langärmlig.

## Gestaltung
Radtrikots sind in diversen Farben und Mustern erhältlich. Häufig sind reflektierende Elemente zur besseren Sichtbarkeit bei Dunkelheit angebracht. Im Wettkampfsport sind Trikots in der Regel mit den Logos von Sponsoren bedruckt, Repliken der Profiteams werden auch im Handel angeboten.
Bei mehrtägigen Wettkämpfen werden häufig Wertungstrikots verwendet. Hierbei verweist eine bestimmte Farbe auf Fahrer, die in der Gesamtwertung oder Teilwertungen führend sind.